# Avenue des Nations-Unies
Pour les articles homonymes, voir Avenue des Nations-Unies (homonymie).
L'avenue des Nations-Unies est une voie du 16e arrondissement de Paris, en France.

## Situation et accès
L'avenue des Nations-Unies est une voie publique située dans le 16e arrondissement de Paris, traversant les jardins du Trocadéro. Elle débute avenue Albert-de-Mun et se termine au 2, boulevard Delessert.
Le quartier est desservi par les lignes 6 et 9 à la station  Trocadéro.

## Origine du nom
Elle porte le nom de l'Organisation des Nations unies (ONU).

## Historique

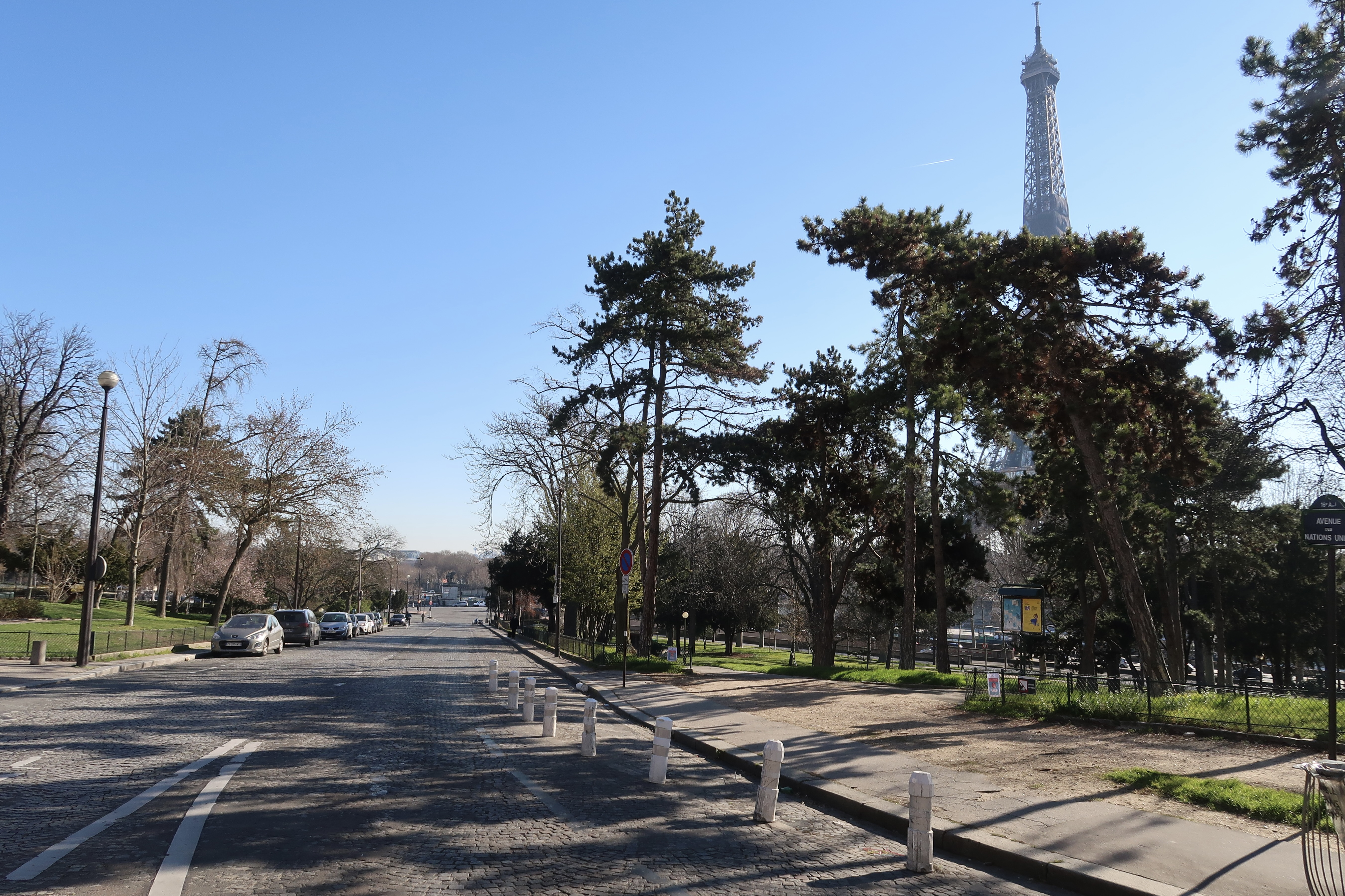
Vue avec la tour Eiffel en arrière-plan.

Cette voie prend sa dénomination actuelle par un arrêté du 2 septembre 1952.
L'avenue des Nations-Unies est traversée par deux passages souterrains pour piétons qui sont des vestiges de l'Exposition universelle de 1937. Ceux-ci permettaient de circuler dans l'exposition sans avoir à sortir de l'enceinte.

## Bâtiments remarquables et lieux de mémoire
- Aquarium de Paris - Cinéaqua